# Karoline Eder
Karoline Eder (geboren 10. August 1958) ist eine deutsche Juristin. Sie war ab 1997 Richterin am Bundespatentgericht in München.

## Beruflicher Werdegang
Karoline Eder war bis zu ihrer Ernennung zur Richterin am Bundespatentgericht am 3. Juni 1997 Regierungsdirektorin.  Sie war in einem Marken-Beschwerdesenat eingesetzt, zunächst als Richterin kraft Auftrags, dann als Richterin. Zusätzlich war sie ab 1999 regelmäßige Vertreterin des rechtskundigen Mitglieds in einem Technischen Beschwerdesenat, in dem sie ab 2006 als rechtskundiges Mitglied saß. Da im Bundespatentgericht mehrheitlich naturwissenschaftlich ausgebildete Richter tätig sind, werden die Juristen als „rechtskundige Mitglieder“ bezeichnet.
Im Geschäftsverteilungsplan 2021 war Karoline Eder nicht mehr vertreten.